# Tolgasjön
Tolgasjön är en sjö i Växjö kommun i Småland och ingår i Mörrumsåns huvudavrinningsområde. Sjön är 5,7 meter djup, har en yta på 3,86 kvadratkilometer och befinner sig 164,1 meter över havet. Vid provfiske har en stor mängd fiskarter fångats, bland annat abborre, björkna, braxen och gers.

## Delavrinningsområde
Tolgasjön ingår i det delavrinningsområde (632673-143845) som SMHI kallar för Utloppet av Tolgasjön. Medelhöjden är 178 meter över havet och ytan är 17,17 kvadratkilometer. Räknas de 41 avrinningsområdena uppströms in blir den ackumulerade arean 807,13 kvadratkilometer. Avrinningsområdets utflöde Mörrumsån (Åbyån) mynnar i havet. Avrinningsområdet består mestadels av skog (50 %) och jordbruk (18 %). Avrinningsområdet har 3,84 kvadratkilometer vattenytor vilket ger det en sjöprocent på 22,4 %.

## Fisk
Vid provfiske har följande fisk fångats i sjön:
- Abborre
- Björkna
- Braxen
- Gärs
- Gädda
- Lake
- Löja
- Mört
- Sarv
- Siklöja
- Sutare